# 八木勇平
八木勇平（1912年3月31日—2001年1月4日），日本静冈县人，日本企业家。
1933年，小樽高等商业学校毕业后，进入东横乘合公司工作。1943年，任东急人事部要员课科长、总务部长，1958年，任理事。1964年，任东急机械工业公司经理。1973年，任东急建设公司经理。2001年1月4日去世。